# Pont de pierre (Saragosse)
Pour les articles homonymes, voir Pont de Pierre.
Le Pont de Pierre (en espagnol Puente de Piedra) est un pont de Saragosse (Aragon, Espagne).

## Situation
En partant de l'ouest de la ville, il est le septième pont à enjamber l'Èbre qui traverse Saragosse d'ouest en est. Il quitte la rive droite du fleuve sur le paseo de Echegaray y Caballero, au niveau de la calle de Don Jaime I et atteint la rive gauche sur le paseo de la Ribeira, au niveau de la calle de Sobrarbe.

## Histoire
Il est le premier pont fixe à avoir été bâti à Saragosse et a été construit entre 1336 et 1437.

## Galerie

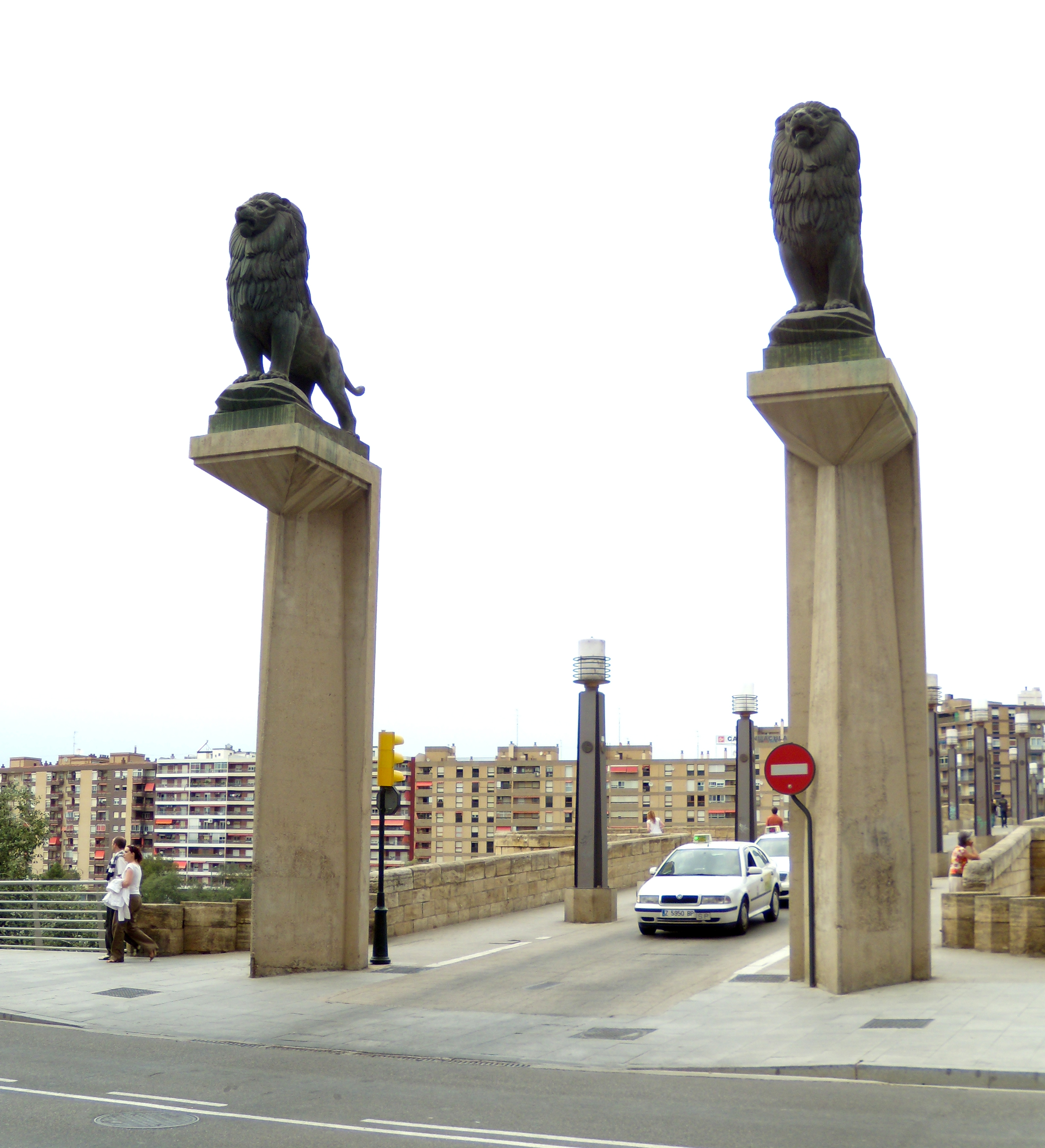
Les lions situés aux deux extrémités du pont.
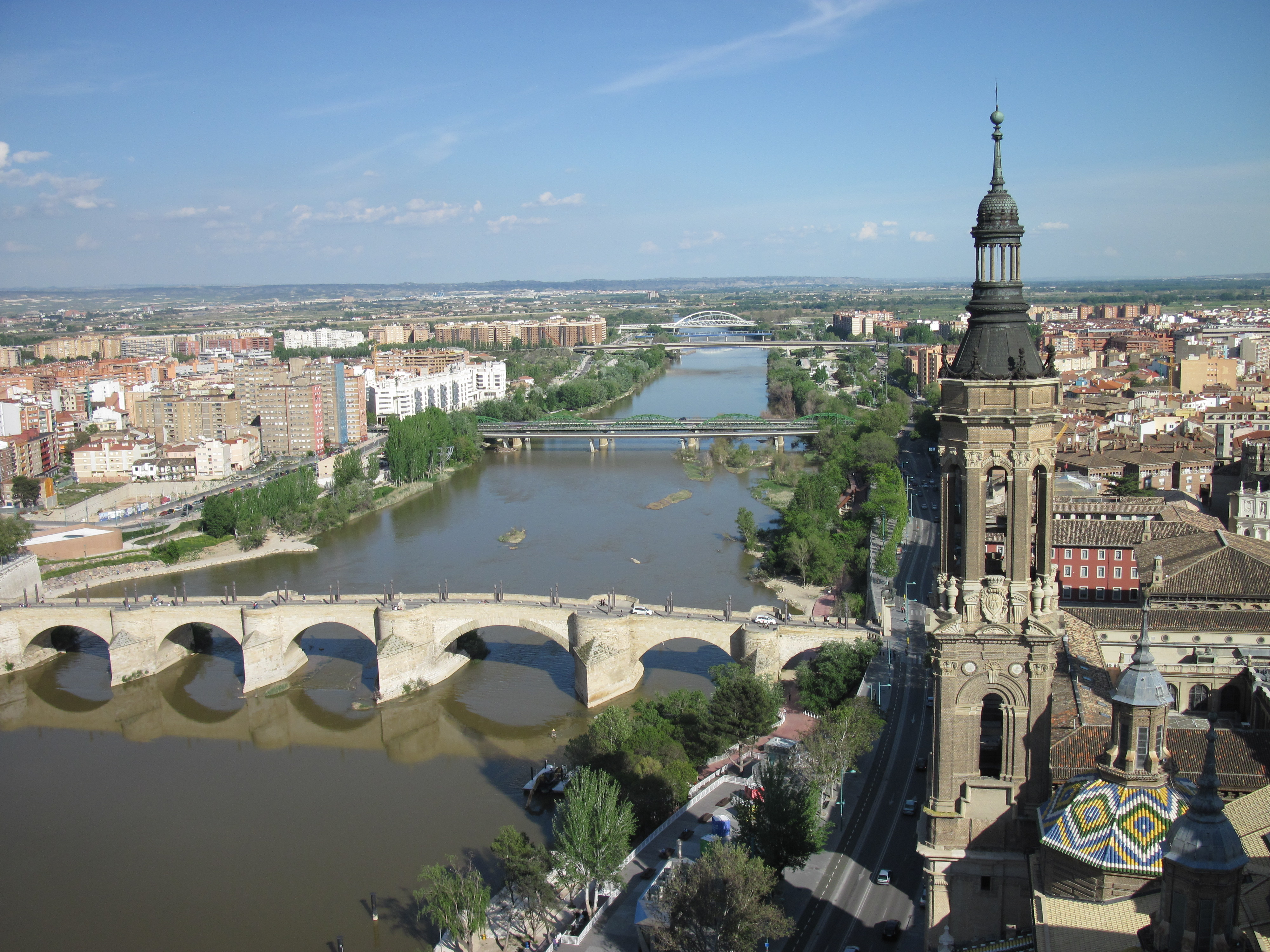
Saragosse, l'Èbre et la Puente de Piedra, vus du clocher de la basilique Pilar.